# Yponomeuta padella
Yponomeuta padella là một loài bướm đêm thuộc họ Yponomeutidae, the Ermine moths. The wingspan ranges from 19 to 22 mm.
Bướm bay từ tháng 7 đến tháng 8. The moth is attracted to light.
Ấu trùng ăn Prunus spinosa, Crataegus và Prunus.

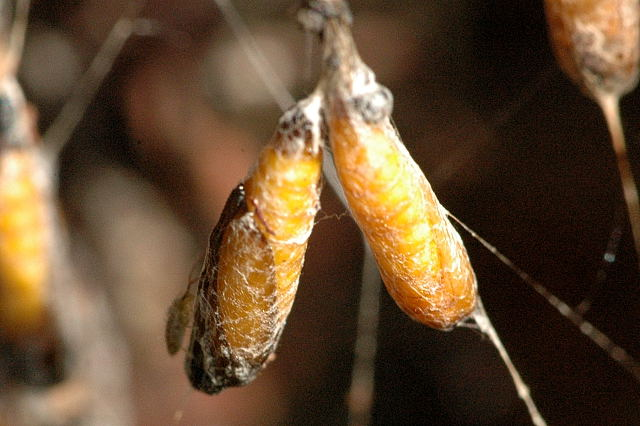
Nhộng Yponomeuta padella
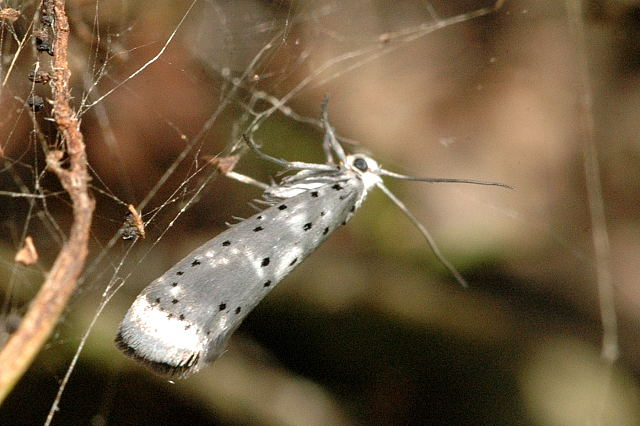
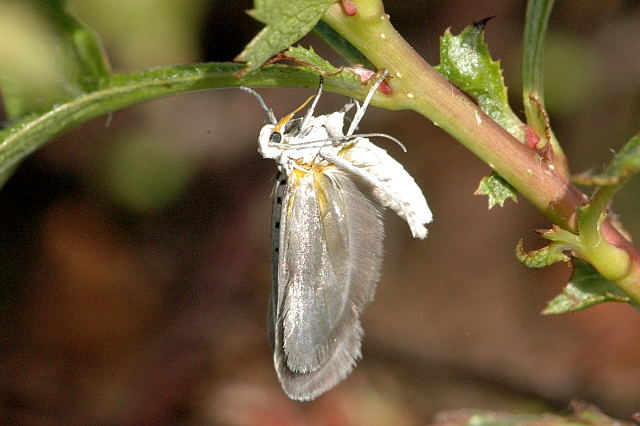
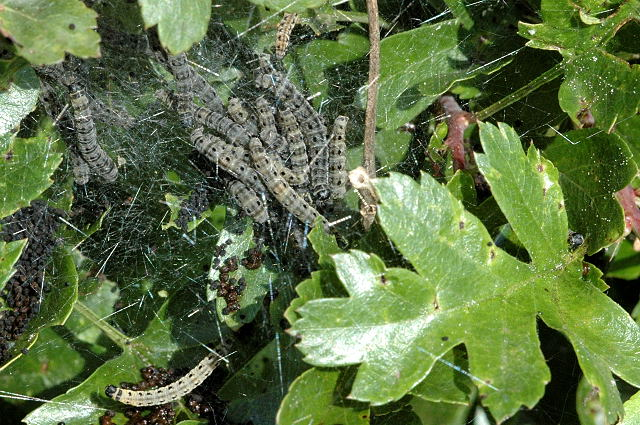
Sâu bướm Yponomeuta padella